# Pasteur metróállomás
A Pasteur egy metróállomás Franciaországban, Párizsban a párizsi metró 6-os és 12-es vonalán. Tulajdonosa és üzemeltetője a RATP.

## Metróvonalak
Az állomást az alábbi metróvonalak érintik:
- 6-os metróvonal
- 12-es metróvonal

## Kapcsolódó állomások
A metróállomáshoz az alábbi állomások vannak a legközelebb:
- Sèvres – Lecourbe (Charles de Gaulle - Étoile, 6-os metróvonal)
- Montparnasse – Bienvenüe (Nation, 6-os metróvonal)
- Falguière (Mairie d’Aubervilliers, 12-es metróvonal)
- Volontaires (Mairie d’Issy, 12-es metróvonal)